# Eulepidotis sabina
Eulepidotis sabina är en fjärilsart som beskrevs av Bar 1875. Eulepidotis sabina ingår i släktet Eulepidotis och familjen nattflyn. Inga underarter finns listade i Catalogue of Life.